# 玉攻棋
玉攻棋（Pente），是Gary Gabrel在1978年由推出五子棋變體，其先驅為二拔連珠，皆能夾吃敵子。外國有聯盟定期舉辦比賽。原文為希臘文，意思是「5」。

## 棋具
棋盤採用19*19的圍棋棋盤。棋子可用黑白圍棋代替。

## 規則
- 白色先行，黑白雙方輪流下一子。
  - 若兩個連着的同色棋子，因為對手剛下的一步而被對手兩枚棋子夾着在一線，那麼對手便吃掉那兩枚被夾的同色棋子。

- 有兩種情況可勝：
  - 五枚或以上同色棋子連着成一線。
  - 吃掉對手十子即獲勝。

## 變體
1983年，玉攻棋世界冠軍Rollie Tesh推出減低先手方優勢的規則：
- 三子被夾也同樣被吃掉。

- 改以吃掉對手十五子即獲勝。

此變體被稱為Keryo-Pente，簡稱K-Pente。

## 外部連結
- 遊戲介紹 （页面存档备份，存于）
- 遊戲下載1
- 遊戲下載2 （页面存档备份，存于）
- 線上遊戲 （页面存档备份，存于）